# Tuc de Samont
El Tuc de Samont o Tuc de Somont és una muntanya de 2.508 metres que es troba al municipi de Vielha e Mijaran, a la comarca de la Vall d'Aran.
Aquest cim està inclòs al llistat dels 100 cims de la FEEC